# Isabel Marshal
Isabel Marshal (Castelo de Pembroke, 9 de outubro de 1200 — Castelo de Berkhamsted, 15 ou 17 de janeiro de 1240) foi condessa consorte de Hertford e Gloucester pelo seu primeiro casamento com Gilberto de Clare, 5.° Conde de Gloucester, e condessa da Cornualha pelo seu segundo casamento com Ricardo, 1.º Conde da Cornualha. Foi bisavó do rei Roberto I da Escócia.

## Família
Isabel era a filha de Guilherme Marshal, 1.º Conde de Pembroke e de Isabel de Clare, 4.° Condessa de Pembroke. Seu pai era um famoso cavaleiro que serviu quatro reis ingleses: Henrique II, Ricardo I, João, Henrique III, além de Henrique, o Jovem.
Seus avós paternos eram João Marshal, também chamado de João FitzGilbert, Conde Marechal, e um aliado da princesa Matilde de Inglaterra, durante o período conhecido como A Anarquia, e sua esposa, Sibila de Salisbury.
Seus avós maternos eram Ricardo de Clare, 2.° conde de Pembroke e a princesa irlandesa Eva de Leinster, também conhecida como Aoife MacMurrough em irlandês. Eva era filha do rei de Leinster, Diarmait Mac Murchada, também chamado de Dermot MacMurrough, e de sua esposa Mór Ní Tuathail. O rei,
após perder o seu reino, se viu obrigado a solicitar a  ajuda do rei Henrique II, o que resultou na Invasão normanda na Irlanda, em 1171. 
Isabel teve nove irmãos, entre eles: Guilherme, 2.° Conde de Pembroke, marido da princesa Leonor de Inglaterra; Matilde, condessa de Norfolk e Surrey pelos seus dois casamentos; Ricardo, 3.° Conde de Pembroke, líder das forças na Batalha de Curragh contra o rei Henrique III de Inglaterra, em 1234; Gilberto, 4.° Conde de Pembroke, marido da princesa Marjorie da Escócia; Valter, 5.° Conde de Pembroke, marido de Margarida de Quincy, condessa de Lincoln; Anselmo, 6.° Conde de Pembroke, marido de Matilde de Bohun; Joana, esposa de Warin de Munchensi; Siibla, primeira esposa de Guilherme de Ferrers, 5.° Conde de Derby, e Eva, casada com Guilherme de Braose, senhor de Abergavenny.

## Biografia

### Primeiro casamento
Isabel casou-se com o conde Gilberto no seu aniversário de dezessete anos, em 9 outubro de 1217, na Abadia de Tewkesbury, em Gloucestershire. Gilberto, vinte anos mais velho do que a jovem, era filho de Ricardo de Clare, 3.° Conde de Hertford e de Amícia FitzRobert, suo jure condessa de Gloucester.
Eles tiveram seis filhos. Gilberto morreu com aproximadamente 50 anos de idade, em 25 de outubro de 1230.

### Segundo casamento
Em 13 ou 31 de maio de 1231, Isabel casou-se com Ricardo, 1.º Conde da Cornualha, na Igreja de Fawley, em Buckinghamshire. Ele era filho do rei João de Inglaterra e de Isabel de Angolema. O matrimônio, porém, foi contra os desejos do irmão do conde, o rei Henrique III, que esperava encontrar uma esposa para ele.
Isabel contraiu icterícia após dar a luz, e faleceu aos 39 anos, em 1240.
O desejo da condessa de ser enterrada ao lado do primeiro marido, na Abadia de Tewkesbury, porém, não se concretizou completamente. Apenas seu coração foi enterrado no local, e seu corpo foi sepultado na Abadia de Beaulieu, ao lado de seu último filho, Nicolas.

## Descendência

### Primeiro casamento
- Amícia de Clare (27 de maio de 1220 - 1284) condessa de Devon como esposa de Balduíno de Redvers, 6.° conde de Devon, com quem teve dois filhos. Viúva, casou-se com Roberto de Guines, mas não teve filhos. Ela fundou a Abadia de Buckland, em Devon;
- Ricardo de Clare, 6.° Conde de Gloucester (4 de agosto de 1222 - 15 de julho de 1262), foi casado primeiro com Margarida de Burgh, e depois com Matilde de Lacy, com quem teve filhos;
- Inês de Clare;
- Isabel de Clare (2 de novembro de 1226 - após 10 de julho de 1264), foi senhora de Annandele e Ireby como esposa de Roberto de Brus, 5.° senhor de Annandale, com quem teve descendência. Era avó materna do rei Roberto I da Escócia;
- Guilherme de Clare (18 de maio de 1228 - 23 de julho de 1258) nunca se casou;
- Gilberto de Clare (12 de setembro de 1229 - após 1244), foi um padre.

### Segundo casamento
- João da Cornualha (31 de janeiro de 1232 - 22/23 de setembro de 1233), foi enterrado na Abadia de Reading;
- Isabel da Cornualha (8 de setembro de 1233 - - 6 de outubro de 1234), foi enterrada na Abadia de Reading;
- Henrique de Almain (2 de novembro de 1235 - 13 de março de 1271), casado com Constaça de Bearne, condessa de Bigorre. Em 1271, foi assassinado em uma igreja em Viterbo por seus primos Guido, conde de Nola e Simão VI de Montfort, filhos de Simão de Montfort, 6.° Conde de Leicester, como vingança pela morte de seu pai;
- Nicolas da Cornualha (n. e m. 17 de janeiro de 1240), enterrado na Abadia de Beaulieu.

## Na cultura popular
Isabel e Ricardo aparecem nos livros The Marriage Prize e  The Dragon and the Jewel da escritora britânica, Virginia Henley.